# 物質科學
物質科學又稱物理科學，是自然科學的分支，研究沒有生命的系統，與生命科學相對。
英語 physical 為多義詞，可為物質的，物理（學）的，有形的，實物的，身體的等等意思。若譯名用「物理的」這個形容詞，對物理科學與生命科學兩者所造成的差別，是無意的而且有點隨意，因為物質科學之下的某些分支也會研究生物的現象，如生物化學、生物物理，是物質科學與生命科學的交叉學科。

## 物質科學是什麼？
物質科學的形容如下：
- 科學的一個分支：透過對宇宙作出可試驗的解釋和預測，有系統地不斷嘗試建立和組織知識[5][6][7]。
  - 自然科學的一個分支：自然科學是科學的一個重大分支，憑着經驗證據，試圖解釋和預測大自然的現象。在自然科學，假說一定要先科學地確證，才可當作科學理論。有效性、準確性、和確保品質的社會機制，例如同行評審和結果的可重複性，是達到目的所用的其中一些準則和方法。自然科學可以分成兩大分支：生命科學和物質科學。這兩個分支、及其下的所有分支，都被稱為自然科學。

## 物質科學的分支
| - 物理學 - 聲學 - 農業物理學 - 土壤物理學 - 天文物理學 - 天文學 - 天文測量學 - 宇宙學 - 星系天文學 - 銀河系天文學 - 物理宇宙學 - 行星科學 - 恒星天文學 - 大氣物理學 - 學 - 生物物理學 - 醫學物理 - 神經物理學 - 化學物理學 - 計算物理學 - 凝聚體物理學 - 低溫物理學 - 動力學 - 經濟物理學 - 電磁學 - 地球物理學 - 材料物理學 - 數學物理學 - 力學 - 生物力學 - 經典力學 - 連續介質力學 - 流體力學 - 量子力學 - 熱動力學 - 核物理學 - 光學 - 分子物理學 - 心理物理學 - 物理學 - 聚合物物理學 - 量子物理學 - 相對論 - 靜力學 - 固體物理學 - 車輛動力學 | - 化學 - 分析化學 - 天文化學 - 宇宙化學 - 大氣化學 - 生物化學 - 農業化學 - 生物無機化學 - 生物有機化學 - 生物物理化學 - 環境化學 - 免疫化學 - 藥物化學 - 藥理學 - 天然產物化學 - 神經化學 - 計算化學 - 分子力學 - 味覺化學 - 流動化學 - 地球化學 - 含水地球化學 - 同位素地球化學 - 海洋化學 - 有機地球化學 - 區域、環境和探測地球化學 - 無機化學 - 核化學 - 放射化學 - 有機化學 - 石油化學 - 金屬有機化學 - 光化學 - 物理化學 - 化學動力學 - 化學熱動力學 - 電化學 - 飛秒化學 - 數學化學 - 機械力化學 - 物理有機化學 - 量子化學 - 聲化學 - 立體化學 - 超分子化學 - 熱化學 - 植物化學 - 聚合物化學 - 固態化學 - 牽涉到化學的跨學科領域 - 化學生物學 - 化學工程學 - 化學海洋學 - 化學物理學 - 材料科學 - 納米科技 - 葡萄酒工藝學 - 光譜學 - 表面科學 | - 地球科學 - 大氣科學 - 氣候學 - 氣象學 - 大氣化學 - 生物地理學 - 地圖學 - 氣候學 - 海岸地理學 - 環境科學 - 生態學 - 淡水生物學 - 海洋生物學 - 寄生蟲學 - 學 - 環境化學 - 環境土壤科學 - 環境地質學 - 毒理學 - 大地測量學 - 地理學 - 地理信息科學 - 地質學 - 行星地質學 - 地貌學 - 地理統計學 - 地球物理學 - 水文學 - 水文地質學 - 礦物學 - 氣象學 - 海洋學 - 古氣候學 - 古生物學 - 岩石學 - 湖沼學 - 地震學 - 土壤科學 - 測繪學 - 火山學 |

## 物質科學的歷史
物理科学的历史——指研究非生命系统的自然科学分支，与生命科学相对。物理科学本身又包含多个分支。然而，“物理”这一术语无意中造成了一种任意的区分，因为许多物理科学分支也研究生物现象（例如有机化学）。物理科学的四个主要分支是天文学、物理学、化学和地球科学，后者包括气象学和地质学。此外，还有一些在21世纪变得重要的分支，如材料科学和计算机科学。
- 物理学史 – 研究物质及其在时空中的运动，以及相关概念如能量和力的物理科学的历史
  - 声学史 – 研究固体、液体和气体中机械波（如振动和声音）的历史
  - 农业物理学史 – 研究物理学在农业生态系统中应用的历史
    - 土壤物理学史 – 研究土壤物理性质和过程的历史。

  - 天体物理学史 – 研究天体物理学中天体物理学方面历史
  - 天文学史 – 研究地球以外宇宙的历史，包括其形成与演化，以及天体（如星系、行星等）和起源于地球大气层外的现象（如宇宙微波背景辐射）的演化、物理、化学、气象学和运动。
    - 天体力学史 – 应用弹道学和天体力学解决火箭及其他航天器运动实践问题的历史。
    - 天文学测量史 – 涉及对恒星及其他天体位置和运动进行精确测量的天文学分支的历史。
    - 宇宙学史 – 研究宇宙整体性质的学科的历史。
    - 河外天文学史 – 研究我们银河系以外天体的天文学分支的历史。
    - 银河天文学史 – 研究我们银河系及其所有内容的历史。
    - 物理宇宙学史 – 研究宇宙最大尺度结构与动力学的学科历史，涉及宇宙形成与演化的根本问题。
    - 行星科学史 – 研究行星（包括地球）、卫星及行星系统（特别是太阳系及其形成过程）的科学学科历史。
    - 恒星天文学史——研究天体（如恒星、行星、彗星、星云、星团和星系）以及起源于地球大气层外的现象（如宇宙微波背景辐射）的自然科学的历史。

  - 大气物理学史 – 物理学在大气层中应用的研究历史
  - 原子、分子与光学物理学史 – 物质与光相互作用的研究历史
  - 生物物理学史 – 研究与生物学相关的物理过程的历史
    - 医学物理学史 – 研究物理学概念、理论和方法在医学中应用的历史。
    - 神经物理学史 – 研究生物物理学中与神经系统相关的分支的历史。

  - 化学物理学史 – 研究从物理学角度探讨化学过程的物理学分支的历史。
  - 计算物理学史 – 研究并实施数值算法以解决已存在定量理论的物理问题历史。
  - 凝聚态物理学史 – 研究物质凝聚态物理性质的历史。
  - 低温物理学史 – 低温物理学史是研究极低温度（低于−150°C、−238°F或123K）的产生以及材料在这些温度下的行为。
  - 动力学（力学）的历史|动力学历史 – 研究运动原因及运动变化的历史。
  - 经济物理学历史 – 跨学科研究领域，应用物理学家最初开发的理论和方法来解决经济学问题。
  - 电磁学史 – 电磁学分支的科学史，研究带电粒子之间产生的力。
  - 地球物理学史 – 地球及其空间环境的物理学史；也包括利用定量物理方法研究地球的学科。
  - 材料物理学史 – 描述材料的物理学应用历史，包括力、热、光和力学等多种方式。
  - 数学物理学史 – 数学在物理学问题中的应用历史，以及为这类应用和物理理论的构建而发展的数学方法。
  - 力学史 – 物理学中研究物体在受力或位移作用下的行为及其对环境后续影响的分支学科的历史。
    - 生物力学史 – 通过力学方法研究生物系统（如人类、动物、植物、器官和细胞）的结构与功能的历史。
    - 经典力学史 – 力学两大主要分支之一的历史，该分支研究描述物体在力系统作用下运动的物理定律体系。
    - 连续介质力学史 – 力学分支的历史，该分支研究将材料视为连续介质而非离散粒子时，其运动学和力学行为的分析。
    - 流体力学史 – 研究流体及其所受力的学科历史。
    - 量子力学史 – 研究物理现象中作用量级与普朗克常数相当的物理学分支历史。
    - 热力学史 – 物理科学中研究热及其与其他形式的能量和功的关系的分支的历史。

  - 核物理史 – 研究原子核的构成和相互作用的物理学领域的历史。
  - 光学史 – 物理学分支的历史，涉及光的行为和性质，包括其与物质的相互作用以及使用或检测光的仪器构建。
  - 粒子物理学史 – 物理学分支的历史，研究构成通常所称物质或辐射的粒子的存在和相互作用。
  - 心理物理学史 – 量化研究物理刺激与它们所影响的感官和知觉之间关系的物理学分支的历史。
  - 等离子体物理学史 – 研究类似于气体的物质状态的历史，其中一定比例的粒子处于电离状态。
  - 聚合物物理学史 – 研究聚合物、其波动、力学性质以及聚合物和单体分别涉及的降解和聚合反应动力学的物理学分支的历史。
  - 量子物理学史 – 研究物理现象中作用量级与普朗克常数相当的物理学分支的历史。
  - 相对论理论的历史 –
  - 静力学历史 – 机械学分支的历史，该分支关注对处于静力平衡状态的物理系统施加的载荷（力、扭矩/力矩）的分析，即子系统之间的位置随时间不变，或组件和结构以恒定速度运动的状态。
  - 固体物理学史 – 研究刚性物质（固体）的学科历史，采用的方法包括量子力学、晶体学、电磁学和冶金学。
  - 车辆动力学史 – 研究车辆动力学的学科历史，此处假设为地面车辆。

- 化学史 – 化学史是研究原子物质（由化学元素组成的物质）的物理科学，特别是其化学反应，同时也包括其性质、结构、组成、行为及其与化学反应相关的变化。
  - 分析化学史 – 自然和人工材料中化学成分的分离、鉴定和定量研究的历史。
  - 天体化学史 – 宇宙中化学元素和分子的丰度及反应历史，以及它们与辐射的相互作用。
    - 宇宙化学史 – 研究宇宙中物质的化学组成及其形成过程的历史。

  - 大气化学史 – 研究地球大气层及其他行星大气层化学的大气科学分支的历史。这是一个跨学科的研究领域，涉及环境化学、物理学、气象学、计算机建模、海洋学、地质学和火山学等学科。
  - 生物化学史 – 研究生物体中化学过程的历史，包括但不限于生物物质。生物化学支配着所有生物体和生物过程。
    - 农业化学史 – 研究农业生产、原材料加工成食品和饮料，以及环境监测和修复中化学和生物化学作用的历史。
    - 生物无机化学史 – 研究金属在生物学中作用的历史。
    - 生物有机化学史 – 迅速发展的科学学科，结合有机化学与生物化学。
    - 生物物理化学史 – 化学的新分支，涵盖涉及生物系统的广泛研究活动。
    - 环境化学史 – 对自然环境中发生的化学和生物化学现象的科学研究历史。
    - 免疫化学史 – 免疫化学分支的化学史，涉及对免疫系统反应和组分的研究所。
    - 药物化学史 – 药物化学学科的化学史，该学科处于化学（尤其是合成有机化学）、药理学及各类生物学专业领域的交叉点，涉及药物（药品）的设计、化学合成及市场开发。
    - 药理学历史 – 医学和生物学中研究药物作用的分支学科的历史。
    - 天然产物化学历史 – 研究由生物体产生的化学化合物或物质的历史，这些物质通常具有药理学或生物学活性，用于药物发现和药物设计。
    - 神经化学史 – 神经化学的专门研究历史，包括神经递质及其他影响神经元功能的分子，如神经活性药物。

  - 计算化学史 – 化学领域中利用计算机科学原理辅助解决化学问题的分支历史。
    - 化学信息学史 – 应用计算机和信息技术解决化学领域各类问题的历史。
    - 分子力学史 – 利用牛顿力学模型分子系统的历史。

  - 风味化学史 – 通过化学手段设计人工和天然风味的历史。
  - 流动化学史 – 化学反应在连续流动的流体中进行而非批量生产的历史。
  - 地球化学史 – 通过化学研究重大地质系统背后机制的历史。
    - 水体地球化学史 – 研究流域中各种元素（包括铜、硫、汞等）的作用，以及元素通量通过大气-陆地-水体相互作用进行交换的历史。
    - 同位素地球化学史 – 通过化学和地质学研究元素及其同位素的相对和绝对浓度的历史。
    - 海洋化学史 – 研究海洋环境化学及其受不同变量影响的历史。
    - 有机地球化学史 – 研究生物对地球产生影响及相关过程的历史。
    - 区域、环境与勘探地球化学史 – 地球表面物质化学组成空间变异性研究的历史

  - 无机化学史 – 研究无机化合物性质与行为的化学分支的历史。
  - 核化学史 – 化学中涉及放射性、核过程和核性质的子领域的历史。
    - 放射化学史 – 放射性物质化学的研究历史，其中利用元素的放射性同位素来研究非放射性同位素的性质和化学反应（在放射化学中，由于放射性同位素的稳定性，缺乏放射性常导致物质被描述为非活性）。

  - 有机化学史 – 研究碳基化合物、烃及其衍生物的结构、性质、组成、反应及制备（通过合成或其他方法）的化学分支的历史。
    - 石油化学史 – 研究原油（石油）和天然气转化为有用产品或原材料的化学分支的历史。

  - 有机金属化学史 – 研究含有碳与金属之间键合的化学化合物的历史。
  - 光化学史 – 研究通过原子或分子吸收光而进行的化学反应的历史。
  - 物理化学史]– 研究化学系统中宏观、原子、亚原子及颗粒现象的物理定律与概念的历史。
    - 化学动力学史 – 研究化学过程速率的历史。
    - 化学热力学史 – 研究热与功与化学反应或在热力学定律范围内发生的物理状态变化之间相互关系的学科历史。

  - 聚合物化学史 – 涉及聚合物或高分子化合物的化学合成及其化学性质的多学科科学的历史。
  - 固体化学史 – 涉及固态材料的合成、结构和性质的研究历史，特别是非分子固体，但不限于此。
  - 涉及化学的多学科领域
    - 化学生物学史 – 跨越化学与生物学领域的科学学科，涉及应用化学技术与工具（常为合成化学制备的化合物）研究与调控生物系统。
    - 化学工程史 – 工程学分支的历史，该分支涉及物理科学（如化学和物理学）、生命科学（如生物学、微生物学和生物化学）、数学和经济学，以实现将原材料或化学品转化为更有用或更具价值形式的过程。
    - 化学海洋学史 – 研究地球海洋中化学元素行为的历史。
    - 化学物理学史 – 研究从物理学角度分析化学过程的物理学分支的历史。
    - 材料科学史 – 应用物质性质于科学与工程各领域的跨学科领域历史。
    - 纳米技术史 – 研究在原子和分子尺度上操纵物质的历史。
    - 酿酒学史 – 研究葡萄酒及其酿造过程所有方面的科学，不包括葡萄种植和葡萄采摘，后者是一个称为葡萄栽培学的子领域。
    - 光谱学历史 – 研究物质与辐射能相互作用的历史。
    - 表面科学历史 – 表面科学是研究两种相界面处发生的物理和化学现象的学科，包括固液界面、固气界面、固真空界面和液气界面。
- 地球科学史 – 地球科学及其所有分支的综合性术语的历史。地球科学及其所有分支均属于物理科学。
  - 大气科学史 – 涵盖对大气层、其过程、其他系统对大气层的影响以及大气层对这些其他系统的影响的研究的统称的历史。
    - 气候学史
    - 气象学史
      - 大气化学史

  - 生物地理学历史 – 研究物种（生物学）、生物体和生态系统在地理空间和地质时间中的分布的历史。
  - 制图学历史 – 研究和实践制作地图或地球仪的历史。
  - 气候学历史 – 研究气候的历史，科学上定义为一段时间内天气条件的平均值
  - 海岸地理学史 – 研究海洋与陆地之间动态界面的历史，涵盖海岸的物理地理学（即海岸地貌学、地质学和海洋学）以及人类地理学（社会学和历史学）。
  - 环境科学史 – 研究环境系统的一体化、定量化和跨学科方法的历史。
    - 生态学史 – 生态学是研究生物分布与丰度及其受生物与环境相互作用影响的科学。
      - 淡水生物学史 – 淡水生物学是研究淡水生态系统的科学，属于湖沼学分支。
      - 海洋生物学史 – 科学研究海洋或其他咸水水体中生物的学科历史。
      - 寄生虫学史 – 寄生虫学是研究寄生虫、其宿主以及两者之间关系的学科历史。
      - 种群动力学历史 – 种群动力学是生命科学的一个分支，研究种群数量和年龄结构的短期及长期变化，以及影响这些变化的生物和环境过程。

    - 环境化学历史 – 环境化学是研究自然环境中发生的化学和生物化学现象的科学。
    - 环境土壤科学史 – 环境土壤科学史是研究人类与土壤圈相互作用以及生物圈、岩石圈、水圈和大气圈关键方面的学科。
    - 环境地质学史 – 环境地质学，如同水文地质学，是一门应用科学，致力于将地质学原理应用于解决环境问题。
    - 毒理学史 – 毒理学是生物学、化学和医学的一个分支，专门研究化学物质对生物体的不良影响。

  - 大地测量学历史 – 科学学科的历史，涉及对地球的测量和表示，包括其重力场，在一个三维时变空间中。
  - 地理学历史 – 科学的历史，研究地球的土地、特征、居民和现象。
  - 地理信息科学史 – 地理信息科学与技术的发展史，该学科利用信息科学基础设施解决地理学、地球科学及相关工程领域的难题。
  - 地质学史 – 研究地球的学科历史，通常排除现今生命、海洋流动及大气层的研究。
    - 行星地质学史 – 研究行星等天体及其卫星、小行星、彗星和陨石地质学的行星科学学科的历史。

  - 地貌学史 – 研究地貌及其形成过程的科学研究的历史
  - 地统计学史 – 统计学中专注于空间或时空数据集的分支学科的历史。
  - 地球物理学史 – 地球及其空间环境的物理学历史；也指利用定量物理方法研究地球的学科。
  - 冰川学史 – 研究冰川或更广泛的冰及其相关自然现象的学科历史。
  - 水文学史 – 研究地球及其他行星上水体的运动、分布及质量的学科历史，包括水循环、水资源及环境流域可持续性。
  - 水文地质学史 – 研究地球地壳中土壤与岩石中地下水分布与运动的地球科学分支历史（通常涉及含水层）。
  - 矿物学史 – 研究矿物化学、晶体结构及物理（包括光学）性质的学科历史。
  - 气象学史 – 跨学科科学研究大气层的学科历史，旨在解释和预测天气事件。
  - 海洋学史 – 研究海洋的地球科学分支学科历史
  - 古气候学史 – 研究地球整个历史尺度上气候变化的学科历史。
  - 古生物学史 – 研究史前生命的学科历史。
  - 岩石学史 – 研究岩石的起源、成分、分布和结构的地球科学分支的学科历史。
  - 湖沼学史 – 研究内陆水体历史的学科
  - 地震学史 – 研究地震及弹性波在地球或其他类地天体中传播的科学历史
  - 土壤科学史 – 研究地球表面作为自然资源的土壤的历史，包括土壤形成、分类和制图；土壤的物理、化学、生物和肥力特性；以及这些特性与土壤的使用和管理的关系。
  - 地形学史 – 研究地球及其他可观测天体（包括行星、卫星和小行星）表面形状与特征的历史。
  - 火山学史 – 研究火山、熔岩、岩浆及相关地质、地球物理和地球化学现象的历史。

## 外部連結
- Physical science topics and articles for school curricula (grades K-12) （页面存档备份，存于）